# Mastigias sidereus
Mastigias sidereus is een schijfkwal uit de familie Mastigiidae. De kwal komt uit het geslacht Mastigias. Mastigias sidereus werd in 1896 voor het eerst wetenschappelijk beschreven door Chun. 